# Beljajka
Beljajka (cyr. Бељајка) – wieś w Serbii, w okręgu pomorawskim, w gminie Despotovac. W 2011 roku liczyła 251 mieszkańców.